# Viljem Aleksander Nizozemski
Viljem-Aleksander (polno ime Willem-Alexander Claus George Ferdinand), kralj Nizozemske, * 27. april 1967, Utrecht.
Kralj Viljem-Aleksander se je rodil v Utrechtu in je najstarejši sin princese Beatrix in nemškega diplomata Clausa van Amsberga. Po materini zasedbi prestola 30. aprila 1980 je kot prestolonaslednik postal princ Oranski in po njeni abdikaciji 30. aprila 2013 jo je nasledil na prestolu.
Leta 2002 se je poročil z Máximo Zorreguieto Cerruti (zdaj kraljico Máximo), s katero imata tri hčerke. Njegova najstarejša hči, princesa Catharina-Amalia, je naslednja v liniji nasledstva. Viljem-Aleksander je trenutno, star 50 let, drugi najmlajši vladar v Evropi za Filipom VI. Španskim.

## Zgodnje življenje in izobrazba
Viljem-Aleksander Klaus Jurij Ferdinand se je rodil 27. aprila 1967 v univerzitetni bolnišnici v Utrechtu kot prvi otrok princese Beatrix in princa Klausa in prvi vnuk kraljice Julijane in princa Bernharda. Bil je prvi moški nizozemski kraljevski otrok od rojstva princa Aleksandra leta 1851 in tudi prvi moški dedič od Aleksandrove smrti leta 1884.
Od rojstva naprej je imel Viljem-Aleksander nazive princ Nizozemski (nizozemsko Prins der Nederlanden), princ Orange-Nassauski (Dutch: Prins van Oranje-Nassau) in jonkheer Amsberški (Dutch: Jonkheer van Amsberg). Krščen je bil 2. septembra 1967 kot član nizozemske reformirane cerkve v cerkvi Svetega Jakoba v Haagu. Njegovi botri so princ Bernhard Lippški-Biesterfeldski, baronica Gösta von dem Bussche-Haddenhausen, Ferdinand von Bismarck, nekdanji predsednik vlade Jelle Zijlstra, jonkvrouw Renée Röell in kraljica Margareta II. Danska.
Imel je dva mlajša brata: princa Frisa (1968–2013) in princa Constantijna (rojen leta 1969). Od svojega rojstva do leta 1981 je z družino živel v gradu Drakensteyn v vasi Lage Vuursche blizu Baarna, ko so se preselili v večjo palačo Huis ten Bosch v Haagu. Njegova mati Beatrix je leta 1980 postala kraljica Nizozemske, ko je njegova babica Julijana abdicirala. Takrat je dobil naziv princ Oranski kot prestolonaslednik na prestol kraljevine Nizozemske.
Viljem-Aleksander je obiskoval osnovno šolo Nieuwe Baarnse v Baarnu med letoma 1973 in 1979. Hodil je na tri različne srednje šole: na Baarns Lyceum v Baarnu med letoma 1979 in 1981, na Eerste Vrijzinnig Christelijk Lyceum v Haagu med letoma 1981 in 1983 in na fakulteto UWC Atlantic v Walesu med letoma 1983 in 1985, kjer je prejel svojo mednarodno maturo po programu International Baccalaureate.
Po svojem služenju v vojski v letih 1985 in 1987 je Viljem-Aleksander študiral zgodovino na Univerzi v Leidnu od leta 1987 naprej in leta 1993 prejel magisterij iz humanističnih znanosti. Njegova zadnja teza je bila o nizozemskem odzivu na odločitev francoske vlade pod predsedstvom Charlesa de Gaalla, da zapusti Natovo integrirano poveljno strukturo.
Viljem-Aleksander poleg nizozemščine govori še angleščino, španščino in nemščino.

## Vladanje
Beatrix je 28. januarja 2013 je v televizijskem nagovoru narodu objavila, da se odpoveduje prestolu in ga predaja svojemu sinu. Zjutraj 30. aprila 2013 je Beatrix podpisala akt o abdikaciji v kraljevi palači v Amsterdamu. Prisega novega kralja in s tem tudi njegova umestitev je potekala pred obema domoma nizozemskega parlamenta v desakralizirani Novi cerkvi (Nieuwe Kerk) v Amsterdamu.
Kot kralj ima Viljem-Aleksander tedenske sestanke s predsednikom vlade in redno govori z ministri in državnimi sekretarji. Prav tako podpiše vse nove parlamentarne akte in kraljeve uredbe. Kraljestvo predstavlja doma in v tujini. Na državnem odprtju nizozemskega parlamenta je imel nagovor s prestola, kjer je napovedal načrte vlade za parlamentarno leto. Ustava zahteva, da kralj imenuje, razreši in priseže vse vladne ministre in državne sekretarje. Kot kralj je tudi predsednik državnega sveta, svetovalnega organa, ki pregleduje predlagano zakonodajo. V sodobni praksi vladar redko predseduje sestankom sveta.
Ob svoji zasedbi prestola je bil s starostjo 46 let najmlajši evropski vladar. Ko je Filip VI. 19. junija 2014 zasedel prestol, je Viljem-Aleksander postal in še ostaja drugi najmlajši evropski vladar. Je tudi prvi moški nizozemski kralj od smrti njegovega prapradedka Viljema III. leta 1890. Viljem-Aleksander je bil eden od štirih novih vladarjev, ki so leta 2013 zasedli prestol; drugi trije so papež Frančišek, emir Tamim bin Hamad Katarski in kralj Filip Belgijski.

## Aktivnosti v prostem času
Viljem-Aleksander je vnet pilot in rečeno je, da bi če ne bi bil modre krvi, bi bil pilot letalske družbe, tako da bi lahko letel velika letala kot Boeing 747. Leta 1989 je Viljem-Aleksander letel kot prostovoljec za fundacijo afriških medicinskih raziskav in izobraževanja v Keniji, leta 1991 pa je mesec dni letel za službo kenijske prostoživeče živali in rastline. Med vladavino svoje matere je med potovanji redno letel nizozemsko kraljevo letalo.
Maja 2017 je Viljem-Aleksander je razkril, da že 21 let, tudi po zasedbi prestola, najmanj dvakrat na mesec kot kopilot upravlja letalo na komercialnih poletih letalske družbe KLM. Nizozemska letalska družba KLM je potrdila, da kralj pogosto leti s pilotom Maartenom Putmanom, večinoma na poletih v Nemčijo, Veliko Britanijo in na Norveško. Doslej je letel z letali znamke Fokker 70, ki pa jih namerava KLM v kratkem nadomestiti z Boeingom 737, zato se je začel usposabljati za upravljanje tega letala. Potniki so ga redko prepoznali, kadar je nosil pilotsko uniformo in KLM kapo, čeprav je nekaj potnikov prepoznalo njegov glas, a Viljem-Aleksander se ni nikoli predstavljal z imenom, kadar je nagovarjal potnike v imenu kapitana in osebja na krovu.
Z imenom "W. A. van Buren", ki je eden izmed manj znanih nazivov iz rodbine Orange-Nassau, se je leta 1986 udeležil frizijskega Elfstedentochta,  200 km dolge dirke v drsanju. Pod istim psevdonimom je leta 1992 pretekel maraton v New York Cityju.

## Poroka in otroci
Viljem-Aleksander se je 2. februarja 2002 poročil z Máximo Zorreguieto Cerruti v Nieuwe Kerk v Amsterdamu. Máxima je Argentinka, ki je pred njuno poroko delala kot investicijska bankirka v New York Cityju. Njuna poroka je poskrbela za kar nekaj razburjenja, ker je bil njen oče Jorge Zorreguita kmetijski minister v času vojaške diktature v Argentini med letoma 1979 in 1981, zato se poroke ni smel udeležiti. Par ime tri hčerke:
- Njena kraljeva visokost Catharina-Amalia Beatrix Carmen Victoria, princesa Oranska, rojena 7. decembra 2003 v Haagu.
- Njena kraljeva visokost princesa Alexia Juliana Marcela Laurentien, rojena 26. junija 2005 v Haagu.
- Njena kraljeva visokost princesa Ariane Wilhelmina Máxima Inés, rojena 10. aprila 2007 v Haagu.

## Nazivi
- 27. april 1967 – 30. april 1980: Njegova kraljeva visokost princ Viljem-Aleksander Nizozemski
- 30. april 1980 – 30. april 2013: Njegova kraljeva visokost princ Oranski
- 30. april 2013 – danes: Njegovo veličanstvo kralj Nizozemske

Viljem-Aleksander je prvi nizozemski kralj po Viljemu III., ki je umrl leta 1890. Sam je predhodno povedal, da bo, ko bo postal kralj, prevzel ime Viljem IV., vendar je bilo 28. januarja 2013 napovedano, da bo njegovo ime Viljem-Aleksander.